# Bengaalse stern
De Bengaalse stern (Thalasseus bengalensis) is een zeevogel uit de familie van de Laridae (meeuwen) en de geslachtengroep sterns (Sternini).

## Herkenning
De vogel is 33 tot 40 cm (verlengde staartpennen meegerekend) en heeft een spanwijdte van 76 tot 82 cm. De vogel heeft het formaat van een grote stern en lijkt daar verder ook sterk op. De Bengaalse stern heeft echter een feloranje snavel. Daardoor lijkt hij op de koningsstern die echter groter is en een iets dikkere snavel heeft.

## Verspreiding en leefgebied
Deze soort komt wijdverspreid voor langs de Afrikaanse, Australische en Oriëntaalse kusten en telt drie ondersoorten:
- T. b. bengalensis: de Rode Zee en de Indische Oceaan.
- T. b. emigratus: Libië en de Perzische Golf.
- T. b. torresii: Australazië.

De vogel broedt in grote, dichte kolonies vaak met andere soorten meeuwen en sterns. De vogel bewoond tropische en subtropische kusten met zandstranden en koraalriffen en foerageert vaak in groepen op kleine vissoorten en garnalen.

## Status
De grootte van de wereldpopulatie is niet gekwantificeerd. Men veronderstelt dat de soort in aantal stabiel is. Om deze redenen staat de Bengaalse stern als niet bedreigd op de Rode Lijst van de IUCN.